# Општина Тунари (Илфов)
Тунари (рум. Tunari) општина је у Румунији у округу Илфов.
Oпштина се налази на надморској висини од 89 m.